# Sergio Tacchini
Sergio Tacchini [ˈsɛrdʒo takˈkiːni] (* 30. Mai 1938) ist ein ehemaliger italienischer Tennisspieler. 
Tacchini ist seit den 1960er Jahren insbesondere für die von ihm erschaffene und nach seinem vollen Namen benannte Sportmodemarke bekannt, die sich seit 2019 im Besitz von Stefano Maroni, Twin Lakes Capital und B. Riley Principal Investments befindet.

## Sportlicher Werdegang
Tacchini begann Ende der 1950er Jahre mit dem professionellen Tennisspielen. 1960 gewann er gegen Nicola Pietrangeli den italienischen Meistertitel im Einzel, mit Pietrangeli als Partner gewann er später zwei italienische Meistertitel im Doppel. Nachdem er 1959 erstmals für die italienische Mannschaft am Davis Cup teilgenommen hatte, trat er für die Auswahl bis zu seinem Karriereende 1968 in insgesamt sieben Endrunden an. 

## Sergio Tacchini International SpA
Noch während seiner aktiven Laufbahn gründete Tacchini 1966 unter dem Namen Sandys ein Modeunternehmen, dessen Kleidung alsbald unter dem Namen des Gründers vertrieben wurde. In den folgenden Jahren entwickelte sich die Sergio Tacchini S.p.A. zu einem bedeutenden Ausrüster im Tennissport, wovon Sponsorenverträge mit Persönlichkeiten wie Ilie Năstase, John McEnroe, Jimmy Connors, Martina Navrátilová, Martina Hingis (verklagte das Unternehmen 2001 auf Schadenersatz wegen angeblich mangelhafter Schuhe), Gabriela Sabatini, Pete Sampras oder Novak Đoković (Vertrag 2012 vorzeitig aufgelöst) zeugten. Dabei sorgte das Unternehmen durch seine farbige Sportbekleidung für Aufmerksamkeit, da bis in die 1970er Jahre im Tennis vor allem einfarbig weiße Kleidung Standard gewesen war. 
In den 1980er Jahren erweiterte das Unternehmen sein Sortiment im Bereich Tennisausrüstung für die gesamte Familie (beispielsweise um Schuhe, Taschen, Accessoires), stieß zudem in andere Sportarten vor und rüstete dazu passend Sportler wie den Formel-1-Fahrer Ayrton Senna, den Skifahrer Marc Girardelli oder den Golfer Ian Woosnam aus. Ab 1987 wurden verschiedene Düfte (ab 1998 auch für Damen) und Rasierwasser von Sergio Tacchini angeboten. Der nordamerikanische Markt wurde über Lizenznehmer erschlossen. 1991 öffnete in Turin das erste Sergio Tacchini Ladengeschäft seine Türen; bis Ende der 1990er Jahre gab es an die 200 Sergio Tacchini Boutiquen in Europa. 1996 wurde Sergio Tacchini offizieller Ausrüster des italienischen Teams bei den Olympischen Sommerspielen in Atlanta. Von 2009 bis 2013 war Sergio Tacchini der offizielle Ausrüster der Balljungen und -Mädchen sowie des technischen Personals der Monte Carlo Masters.
Nach zunehmendem Konkurrenzdruck durch Global Player wie Nike, Puma oder Adidas, einer weitgehenden Beschränkung der Marke Sergio Tacchini auf den europäischen Markt und einer hohen Verschuldung ab Anfang der 2000er Jahre meldete die Sergio Tacchini SpA Anfang 2007 Insolvenz an. Der Jahresumsatz hatte Mitte der 2000er Jahre um die 100 Millionen Euro betragen. Dem standen allerdings Schulden in Höhe von 70 bis 80 Millionen Euro gegenüber, bei zeitweiligen Umsatzrenditen von unter 5 %. Der Umsatz im Geschäftsjahr 2007 belief sich auf 60 Millionen Euro. 2008 verkaufte der damalige CEO Alessandro Tacchini, Sohn von Sergio Tacchini, das von seinem Vater gegründete Unternehmen für 27 Millionen Euro (bzw. 42 Millionen US-Dollar) an Billy Ngok, den Eigentümer des Hongkonger Textilhandelsunternehmens Hembly International Holdings Limited. Unter Ngoks Führung ist die Erschließung des chinesischen Marktes vorgesehen. Eine geplante Übernahme von Sergio Tacchini durch den italienischen Zweig der Münchner Beteiligungsgesellschaft Orlando Management war 2007 fehlgeschlagen.
2008 gab es noch 120 Sergio Tacchini Ladengeschäfte in Europa, davon alleine 80 in Italien. Als umsatzstärkste Absatzmärkte galten Italien und Frankreich. Zum Stand Anfang 2013 bestanden noch Sergio Tacchini Geschäfte in Italien, Albanien, der Volksrepublik China, Griechenland, Tschechien, der Slowakei und Kroatien. Bis Herbst 2013 wurden allerdings alle europäischen Ladengeschäfte der Marke Sergio Tacchini von Hembly International geschlossen.
2010 startete Alessandro Tacchini mit der Modemarke Sandys.Ht in Anlehnung an den ursprünglichen Firmennamen der Sergio Tacchini SpA in Florenz neu. Die Webseite der Marke war Anfang der 2010er Jahre allerdings nicht länger online.